# Archboldiella stresemanni
Archboldiella stresemanni là một loài tò vò trong họ Ichneumonidae.